# Nigel Lloyd
Nigel Lloyd (* 13. September 1961) ist ein barbadisch-britischer Basketballtrainer und ehemaliger -spieler.

## Laufbahn
Der auf Barbados geborene Lloyd kam im Alter von sechs Jahren in die Vereinigten Staaten und wuchs fortan in Brooklyn auf. Er spielte bis 1983 Basketball an der United States International University in San Diego (US-Bundesstaat Kalifornien). In der Saison 1982/83 kam er auf einen Mittelwert von 23,1 Punkten je Begegnung.
1984 wechselte er zu den Hemel Hempstead Lakers nach Großbritannien. In der Vorbereitung auf die Saison 1985/86 gehörte er in den Vereinigten Staaten zum Aufgebot der NBA-Mannschaft Los Angeles Clippers, verlor aber Anfang Oktober 1985 noch vor dem Auftakt der Spielzeit seinen Platz in der Mannschaft und kehrte nach Hemel Hempstead zurück. Auch im Sommer 1986 trainierte Lloyd bei den Los Angeles Clippers mit, hielt aber erneut keinen Vertrag für die Saison.
Anschließend spielte er für Manchester United BC und 1987 in den Vereinigten Staaten für die Cincinnati Slammers in der Continental Basketball Association (CBA). Lloyd kehrte nach Großbritannien zurück. In der Saison 1993/94 wurde er als Mitglied der Thames Valley Tigers als Spieler des Jahres der British Basketball League (BBL) ausgezeichnet. Im Januar 1993 führte er Thames Valley zum Sieg im Einladungsturnier World Invitation Club Basketball. Im Endspiel gegen ZSKA Moskau erzielte Lloyd 35 Punkte.
1996 wurde er mit den von Nick Nurse als Trainer betreuten Birmingham Bullets britischer Meister. 1998 gewann Lloyd mit Birmingham erneut die Meisterschaft. Hernach war er bei der Mannschaft zeitweilig Spieler und Co-Trainer in Personalunion. 1999 und 2000 spielte er für die Mannschaft Berger Senators auf Barbados.
Lloyd, der in Birmingham den Spitznamen The Lord erhielt, wurde Anfang der 2000er Jahre als einer der besten Aufbauspieler bezeichnet, die jemals in der britischen Liga aufliefen. Zu seinen Stärken gehörten die Fähigkeit, die Geschwindigkeit des Spielgeschehens zu bestimmen und das Erzielen von Treffern (insbesondere aus dem Dreipunktebereich) in wichtigen Augenblicken des Spiels.
2000 wurde Lloyd Trainer bei den Milton Keynes Lions, war zunächst zwei Jahre Spielertrainer, dann ausschließlich Trainer. Er war bis 2006 bei der Mannschaft tätig. 2007 trat er bei den neugegründeten Birmingham Panthers das Amt des Cheftrainers an. Die Mannschaft bestand nur ein Spieljahr. Bei den London Lions war er in der Saison 2012/13 Assistenztrainer unter Vincent Macaulay.
Lloyd wurde an der St. Paul’s Catholic School in Milton Keynes als Basketballtrainer tätig. Im Sommer 2015 übernahm Lloyd das Traineramt bei den London Lions. Er übte das Amt neben seiner Beschäftigung im Schuldienst nebenberuflich aus und schied im Sommer 2017 wieder als Trainer der Londoner aus.
Im Sommer 2024 trat er das Traineramt beim britischen Zweitligisten Thames Valley Cavaliers an.

### Nationalmannschaft
In den frühen 1990er Jahren wurde Lloyd Mitglied der Nationalmannschaft Barbados’. Er wurde später Mannschaftskapitän der Auswahl. 1994 und 2000 gewann er als Spieler mit Barbados die Meisterschaft der karibischen Staaten, 2004 wurde man Zweiter. 2006 betreute er als barbadischer Nationaltrainer die Auswahl bei den Commonwealth-Spielen.

## Persönliches
Lloyd heiratete die ebenfalls von Barbados stammende Netballspielerin Stacy Forde.